# 전하영 (뮤지컬 배우)
전하영(1996년 12월 12일 ~ )은 대한민국의 뮤지컬 배우, 가수이다.

## 방송
- 너의 목소리가 보여 4 (2017) - 린 편 우승
- 캐스팅 콜 (2018) - Top20
- 싱어게인3 (2023) - Top43

## 음반
- 너의 목소리가 보여4 Part 2 (2017)
- 솔로지옥2 OST ‘Say yes’ (2022)

## 공연

### 뮤지컬
- 그리스 (2019~2020)
- 창작뮤지컬 <헛스윙밴드> -재즈는 울지 않는다 - 인천 (2020)
- 한국전쟁70주년 평화통일콘서트 (2020)
- 굿모닝 독도 (2021)
- 경기시나위오케스트라 뮤지컬 [금악 禁樂] - 수원
- 뮤지컬 <첫사랑> (2022)
- 뮤지컬 <수레바퀴아래서> (2023)

### 연극
- 초선의원 (2022)
- 올모스트메인 (2022)
- 무인도탈출기 (2023)